# الحساسنة (سطيف)
الحساسنة أو دوار لحساسنة هي قرية جزائرية تابعة لبلدية الأوريسية الكائنة بدائرة عين أرنات، بولاية سطيف.

## الموقع
تقع شمال مقر البلدية على مسافة 3 كم على طريق بلدي معبد، وعلى السفح الجنوبي لجبل مقرس، بارتفاع 1200م عن مستوى سطح البحر

## تاريخ
في سنة 1958 دُمر الدوار كاملا من طرف مدفعية الاحتلال الفرنسي مما أجبر السكان إلى الشتات في كل من الأوريسية وسطيف وعين عباسة.
بعد الاستقلال عاد بعض الأهالي إلى الدوار رغم النقائص، واليوم يشهد عمرانًا متزايدًا خاصة بعد تعبيد الطريق البلدي وتزويد الدوار بالكهرباء والغاز الطبيعي.

## المرافق
- ابتدائية نحاوة العيد
- قاعة العلاج بوضياف مسعود[6]

## أصل لحساسنة
من عرش عامر الشراقة الذي يتكون من: لحْساسنة، عامر سراوات، أولاد ناصر، لمراشدة.وهم من أصل عامر لغرابة بسطيف ويرجع أصلهم إلى قبائل سدويكش الكتامية ،فهم شاوية عرقا ومُستعربين لغة.

## وصلات خارجية
- بلدية أوريسياـ سطيف: جندنا كل الإمكانيات لفك العزلة عن المداشر . على يوتيوب